# Định thức
Định thức, trong đại số tuyến tính, là một hàm cho mỗi ma trận vuông A, tương ứng với số vô hướng, ký hiệu là det(A). Ý nghĩa hình học của định thức là tỷ lệ xích cho thể tích khi A được coi là một biến đổi tuyến tính. Định thức được sử dụng để giải (và biện luận) các hệ phương trình đại số tuyến tính.
Định thức chỉ được xác định trong các ma trận vuông. Nếu định thức của một ma trận bằng 0, ma trận này được gọi là ma trận suy biến, nếu định thức bằng 1, ma trận này được gọi là ma trận đơn môđula.

## Định thức và hệ phương trình đại số tuyến tính
Khái niệm định thức xuất hiện đầu tiên gắn với việc giải hệ phương trình đại số tuyến tính có số phương trình bằng số ẩn. Hệ này có một nghiệm duy nhất khi và chỉ khi định thức của ma trận tương ứng với hệ phương trình này khác 0.
Ví dụ hệ hai phương trình tuyến tính hai ẩn:
{\displaystyle {\begin{cases}a.x+b.y=e,\\c.x+d.y=f,\end{cases}}}
có các hệ số của các ẩn tạo thành ma trận vuông:
{\displaystyle A={\begin{bmatrix}a&b\\c&d\end{bmatrix}}}
định thức của nó là:
det(A)=ad-bc.
Nếu det(A) khác 0, hệ có nghiệm duy nhất 
{\displaystyle x={\frac {ed-bf}{ad-bc}}\;\;;y={\frac {af-ce}{ad-bc}}}.
Nếu det(A) = 0 hệ có thể có vô số nghiệm hoặc không có nghiệm nào.
Nếu e = f = 0, hệ trên là một hệ phương trình tuyến tính thuần nhất, nó luôn có ít nhất một nghiệm tầm thường là x = 0 và y = 0. Khi đó hệ có nghiệm không tầm thường khi và chỉ khi định thức của hệ bằng không.

## Định thức của ma trận vuông cấp n
Cho ma trận vuông cấp n:
{\displaystyle A={\begin{bmatrix}a_{1,1}&a_{1,2}&a_{1,3}&\cdots &a_{1,n}\\a_{2,1}&a_{2,2}&a_{2,3}&\cdots &a_{2,n}\\a_{3,1}&a_{3,2}&a_{3,3}&\cdots &a_{3,n}\\\cdot &\cdot &\cdot &\cdots &\cdot \\a_{n,1}&a_{n,2}&a_{n,3}&\cdots &a_{n,n}\\\end{bmatrix}}}

### Định nghĩa định thức
Định nghĩa của định thức trong đại số tuyến tính liên quan đến khái niệm dấu của hoán vị.
Định thức của ma trận vuông cấp n là tổng đại số của n! (n giai thừa) số hạng, mỗi số hạng là tích của n phần tử lấy trên các hàng và các cột khác nhau của ma trận A, mỗi tích được nhân với phần tử dấu là +1 hoặc -1 theo phép thế tạo bởi các chỉ số hàng và chỉ số cột của các phần tử trong tích. Gọi Sn là nhóm các hoán vị của n phần tử 1,2,...,n ta có:(Công thức Leibniz)
{\displaystyle \det(A)=\sum _{\sigma \in S_{n}}\operatorname {sgn}(\sigma )\prod _{i=1}^{n}a_{i,\sigma (i)}}
Định thức của một ma trận vuông còn được viết như sau
{\displaystyle detA={\begin{vmatrix}a_{1,1}&a_{1,2}&a_{1,3}&\cdots &a_{1,n}\\a_{2,1}&a_{2,2}&a_{2,3}&\cdots &a_{2,n}\\a_{3,1}&a_{3,2}&a_{3,3}&\cdots &a_{3,n}\\\cdot &\cdot &\cdot &\cdots &\cdot \\a_{n,1}&a_{n,2}&a_{n,3}&\cdots &a_{n,n}\\\end{vmatrix}}}
Áp dụng với các ma trận vuông cấp 1,2,3 ta có:
{\displaystyle \det {\begin{bmatrix}a\end{bmatrix}}=a}
{\displaystyle \det {\begin{bmatrix}a_{11}&a_{12}\\a_{21}&a_{22}\end{bmatrix}}={\begin{vmatrix}a_{11}&a_{12}\\a_{21}&a_{22}\end{vmatrix}}=a_{11}a_{22}-a_{12}a_{21}}
{\displaystyle \det {\begin{bmatrix}a_{11}&a_{12}&a_{13}\\a_{21}&a_{22}&a_{23}\\a_{31}&a_{32}&a_{33}\end{bmatrix}}={\begin{vmatrix}a_{11}&a_{12}&a_{13}\\a_{21}&a_{22}&a_{23}\\a_{31}&a_{32}&a_{33}\end{vmatrix}}{\displaystyle =a_{11}a_{22}a_{33}+a_{12}a_{23}a_{31}+a_{13}a_{21}a_{32}-a_{13}a_{22}a_{31}-a_{12}a_{21}a_{33}-a_{11}a_{23}a_{32}}}

## Các ứng dụng
Các định thức được dùng để kiểm tra các ma trận có ma trận nghịch đảo không (các ma trận khả nghịch khi và chỉ khi chúng là các ma trận có định thức khác 0) và để biểu diễn nghiệm của một hệ phương trình tuyến tính qua định lý Cramer. chúng được dùng để tìm các vectơ riêng của ma trận {\displaystyle A} qua đa thức đặc trưng
{\displaystyle p(x)=\det(xI-A)\,}
Trong đó, I là ma trận đơn vị (identity matrix) có cùng kích thước với A.
Người ta còn xem định thức như là hàm xác định trên lên các bộ {\displaystyle n} vectơ trong không gian {\displaystyle \mathbb {R} ^{n}}, toạ độ của n vectơ này tạo thành n cột (hoặc n dòng) của một ma trận vuông. Khi đó, dấu của định thức của một cơ sở có thể được dùng để định nghĩa khái niệm hướng của các cơ sở trong không gian Euclide. Nếu định thức của một cơ sở là dương thì ta nói các vectơ này tạo thành một cơ sở thuận chiều, và nếu định thức của chúng là âm thì nó tạo thành cơ sở ngược chiều.
Các định thức còn được dùng để tính thể tích trong giải tích vectơ: Giá trị tuyệt đối của định thức của các vectơ trên trường số thực thì bằng với thể tích của hình hộp tạo ra bởi các vectơ đó. Như là một hệ quả, nếu một ánh xạ tuyến tính {\displaystyle f:\mathbb {R} ^{n}\rightarrow \mathbb {R} ^{n}} được đặc trưng bởi ma trận {\displaystyle A}, và {\displaystyle S} là tập con đo được bất kì của {\displaystyle \mathbb {R} ^{n}}, thì thể tích của {\displaystyle f(S)} được cho bởi {\displaystyle \left|\det(A)\right|\times \operatorname {volumes} (S)}.
Một cách tổng quát hơn, nếu ánh xạ tuyến tính {\displaystyle f:\mathbb {R} ^{n}\rightarrow \mathbb {R} ^{m}} đặc trưng bởi một ma trận {\displaystyle A}m x n, và {\displaystyle S} là tập con bất kì đo được nào của {\displaystyle \mathbb {R} ^{n}}, thì thể tích n-chiều của {\displaystyle f(S)} được tính bởi {\displaystyle {\sqrt {\det(A^{\top }A)}}\times \operatorname {volume} (S)}. Bằng cách tính thể tích của tứ diện có 4 đỉnh, chúng có thể được dùng để nhận diện (xác định) các đường ghềnh
Thể tích của tứ diện bất kì, cho bởi các đỉnh a, b, c, và d, là (1/6)·|det(a−b, b−c, c−d)|.

## Ví dụ
Tìm định thức của ma trận:
{\displaystyle A={\begin{bmatrix}-2&2&-3\\-1&1&3\\2&0&-1\end{bmatrix}}}
Cách 1: Sử dụng công thức Leibniz
| {\displaystyle \det(A)\,} | {\displaystyle =\,} | {\displaystyle (-2)\cdot 1\cdot (-1)+2\cdot 3\cdot 2+(-3)\cdot (-1)\cdot 0}  |
|                           |                     | {\displaystyle -2\cdot 1\cdot (-3)-0\cdot 3\cdot (-2)-(-1)\cdot (-1)\cdot 2} |
|                           | {\displaystyle =\,} | {\displaystyle 2+12+0+6-2=18\,}                                              |
Cách 2: Sử dụng công thức Laplace để khai triển định thức theo một hàng hoặc một cột. Cách tốt nhất là chọn hàng, hoặc cột nào có nhiều phần tử bằng 0, vì như vậy, giá trị định thức của phần tử đó sẽ bằng 0 ({\displaystyle A_{i,j}\times C_{i,j}\ =\ 0\times C_{i,j}\ =\ 0}) vì thế ta sẽ khai triển theo cột thứ 2.
| {\displaystyle \det(A)\,} | {\displaystyle =\,} | {\displaystyle (-1)^{1+2}\cdot 2\cdot \det {\begin{bmatrix}-1&3\\2&-1\end{bmatrix}}+(-1)^{2+2}\cdot 1\cdot \det {\begin{bmatrix}-2&-3\\2&-1\end{bmatrix}}} |
|                           | {\displaystyle =\,} | {\displaystyle (-2)\cdot ((-1)\cdot (-1)-2\cdot 3)+1\cdot ((-2)\cdot (-1)-2\cdot (-3))}                                                                    |
|                           | {\displaystyle =\,} | {\displaystyle (-2)(-5)+8=18.\,} |
Cách 3: Sử dụng phép khử Gauss, bằng việc áp dụng các tính chất của định thức, biến đổi các cột, hoặc hàng thành dạng đơn giản, như chứa phần tử bằng 0, sau đó tính định thức theo hàng, cột đó.
{\displaystyle {\begin{bmatrix}0&2&-3\\0&1&3\\2&0&-1\end{bmatrix}}}
và định thức sẽ được tính nhanh khi khai triển theo cột đầu tiên:
| {\displaystyle \det(A)\,} | {\displaystyle =\,} | {\displaystyle (-1)^{1+3}\cdot 2\cdot \det {\begin{bmatrix}2&-3\\1&3\end{bmatrix}}} |
|                           | {\displaystyle =\,} | {\displaystyle 2\cdot (2\cdot 3-1\cdot (-3))=2\cdot 9=18.\,}                        |
...== Các tính chất và phép biến đổi trên các hàng và các cột của định thức ==
Cho ma trận A vuông cấp n:
1. Định thức của A bằng không nếu một trong các điều kiện sau xảy ra:
  1. A có tất cả các phần tử trên một hàng (hoặc một cột) bằng 0;
  2. A có hai hàng (hoặc hai cột) tỷ lệ;
  3. Tổng quát: A có một hàng (hoặc một cột) là tổ hợp tuyến tính của các hang (hoặc các cột) khác.
2. Trên các hàng và các cột của A có thể thực hiện các phép biến đổi sau:
  1. Đổi chỗ hai hàng (hoặc hai cột) khác nhau thì định thức đổi dấu;
  2. Nếu nhân một hằng số a vào một hàng (hoặc một cột) của A thì định thức của ma trận cuối sẽ là a.det(A);
  3. Nếu nhân một số a ≠0 vào một hàng (hoặc một cột) của A, và cộng hàng (hoặc cột) này vào một hàng (hoặc một cột) khác thì giá trị của định thức sẽ không đổi

## Định thức và các phép toán trên ma trận
- {\displaystyle \det(AB)=\det(A)\det(B)=\det(B)\det(A)\,} với mọi ma trận khả tích n-n {\displaystyle A} và {\displaystyle B}.

Từ đó {\displaystyle \det(rI_{n})=r^{n}\,} và
{\displaystyle \det(rA)=\det(rI_{n}\cdot A)=r^{n}\det(A)\,} với mọi ma trận {\displaystyle n}-{\displaystyle n} {\displaystyle A} và mọi số {\displaystyle r}.
- Ma trận {\displaystyle A} trên một trường là khả nghịch khi và chỉ khi định thức của A khác 0, trong trường hợp này ta có:

{\displaystyle \det(A^{-1})=\det(A)^{-1}\,}
- Ma trận vuông A và ma trận chuyển vị AT của nó có định thức bằng nhau:

{\displaystyle \det(A^{\top })=\det(A)\,}.